# Danielito Zorrilla
Danielito Zorrilla (* 25. Oktober 1993 in Río Piedras) ist ein Boxer aus Puerto Rico.

## Amateurkarriere
Zorrilla ist 1,76 m groß und begann 2007 mit dem Boxen. Er gewann im September 2013 eine Bronzemedaille bei den Panamerikameisterschaften in Chile und startete im Oktober desselben Jahres bei den Weltmeisterschaften in Almaty. Dort besiegte er Georgi Gogatischwili aus Georgien (3:0), ehe er im nächsten Kampf gegen Berik Äbdirachmanow aus Kasachstan (1:2) ausschied.
Im November 2014 gewann er die Silbermedaille bei den Zentralamerika- und Karibikspielen in Mexiko, als er erst im Finale gegen Yasniel Toledo ausschied. Auch bei den Panamerikameisterschaften 2015 in Venezuela konnte er die Silbermedaille erkämpfen, nachdem er im Finalkampf erneut gegen Yasniel Toledo gescheitert war.
Im Oktober 2015 nahm er an den Weltmeisterschaften in Doha teil. Nach Siegen gegen Wiktor Petrow aus der Ukraine (2:1) und Evaldas Petrauskas aus Litauen (2:1), unterlag er im Viertelfinale gegen Wuttichai Masuk aus Thailand (0:3).

## Profikarriere
Am 12. November 2016 bestritt er sein Profidebüt. Am 17. Juni 2023 verlor er beim Kampf um die WBC-Weltmeisterschaft im Halbweltergewicht nach Punkten gegen Regis Prograis.